# ティモシー・ガートン・アッシュ
ティモシー・ガートン・アッシュ（英語: Timothy Garton Ash、1955年7月12日 - ）は、イギリスの歴史学者。専門は、ヨーロッパ現代史。

## 経歴
1955年、ロンドンで生まれた。オックスフォード大学で学び、卒業。ヒトラー政権に対する抵抗運動の研究のため、ベルリン自由大学およびフンボルト大学に留学。その間、共産党体制下の東欧諸国を訪れ、『ニューヨーク・レビュー・オブ・ブックス』、『インディペンデント』紙、『タイムズ』紙などに反体制活動のレポートを寄稿し、また1989年の東欧革命の熱狂を現地で体験した。2017年には、英国の欧州連合（EU）離脱に反対する主張が「情熱と明確さをもって欧州連合の道のりを論説」し、「欧州に思慮に富む深みを与え」たと評価され、カール大帝賞を受賞している。
現在、オックスフォード大学セント・アンソニーズ校教授、スタンフォード大学フーバー研究所上級研究員。

## 受賞・栄典
- 2024年：ライオネル・ゲルバー賞を受賞。

## 著書

### 単著
- Und willst du nicht mein Bruder sein: Die DDR heute, (Rowohlt, 1981).
- The Polish Revolution: Solidarity, 1980-82, (J. Cape, 1983).
- The Uses of Adversity: Essays on the Fate of Central Europe, (Random House, 1989).
- The Magic Lantern: the Revolution of '89 Witnessed in Warsaw, Budapest, Berlin, and Prague, (Random House, 1990).
- In Europe's Name: Germany and the Divided Continent, (Random House, 1993).

『ヨーロッパに架ける橋：東西冷戦とドイツ外交』杉浦茂樹訳、みすず書房 2009
- The File: A Personal History, (Random House, 1997).

『ファイル：秘密警察とぼくの同時代史』今枝麻子訳、みすず書房 2002
- History of the Present: Essays, Sketches, and Dispatches from Europe in the 1990s, (Random House, 1999).
- Free World: Why a Crisis of the West Reveals the Opportunity of Our Time, (Allen Lane, 2004).

『フリー・ワールド：なぜ西洋の危機が世界にとってのチャンスとなるのか?』添谷育志・葛谷彩・金田耕一・丸山直起訳、風行社 2011
- Facts are subversive: political writing from a decade without a name, Yale University Press, 2010.

『ダンシング・ウィズ・ヒストリー：名もなき10年のクロニクル』添谷育志監訳、風行社 2013

### 編著
- Freedom for Publishing, Publishing for Freedom: the Central and East European Publishing Project, (Central European University Press, 1995).
- Civil resistance and power politics: the experience of non-violent action from Gandhi to the present, co-edited with Adam Roberts, Oxford University Press, 2009.